# 迈河畔方丹
迈河畔方丹（法語：Fontaine-sur-Maye）是法国上法兰西大区索姆省的一个市镇，属于阿布维尔区和吕县。该市镇2009年时的人口为161人。

## 人口
迈河畔方丹人口变化图示
| 数据来源：INSEE |